# Houssen Abderrahmane
Houssen Abderrahmane, né le 3 février 1995 est un footballeur international mauritanien. Il évolue au poste d'arrière latéral gauche à l'AS Cannes.

## Biographie

### En sélection
Houssen Abderrahmane reçoit sa première sélection en équipe de Mauritanie le 6 octobre 2016, en amical contre le Canada (défaite 4-0). Il doit ensuite attendre l'année 2019 afin de rejouer avec la sélection. Il joue quatre matchs avec la Mauritanie en 2019, avec notamment deux rencontres lors des éliminatoires de la CAN 2021, contre le Maroc (0-0) et la République centrafricaine (victoire 2-0).